# Мужская сборная Турции по софтболу
Мужская национальная сборная Турции по софтболу — представляет Турцию на международных софтбольных соревнованиях. Управляющей организацией является Федерация регби, бейсбола, софтбола и американского футбола Турции (тур. Türkiye Ragbi Federasyonu (Rugby, Baseball & Softball Federation), англ. Turkish Rugby, Baseball, Softball and American Football Federation).

## Результаты выступлений

### Чемпионаты мира
| Год        | Победы         | Поражения      | Место          |
| ---------- | -------------- | -------------- | -------------- |
| 1966—2015  | не участвовали | не участвовали | не участвовали |
| 2017       | 0              | 8              | 16             |
| 2019—н. в. | не участвовали | не участвовали | не участвовали |

В чемпионатах Европы мужская сборная Турции до настоящего времени (2023 год) не участвовала.